# Steinkreuz Steinstraße

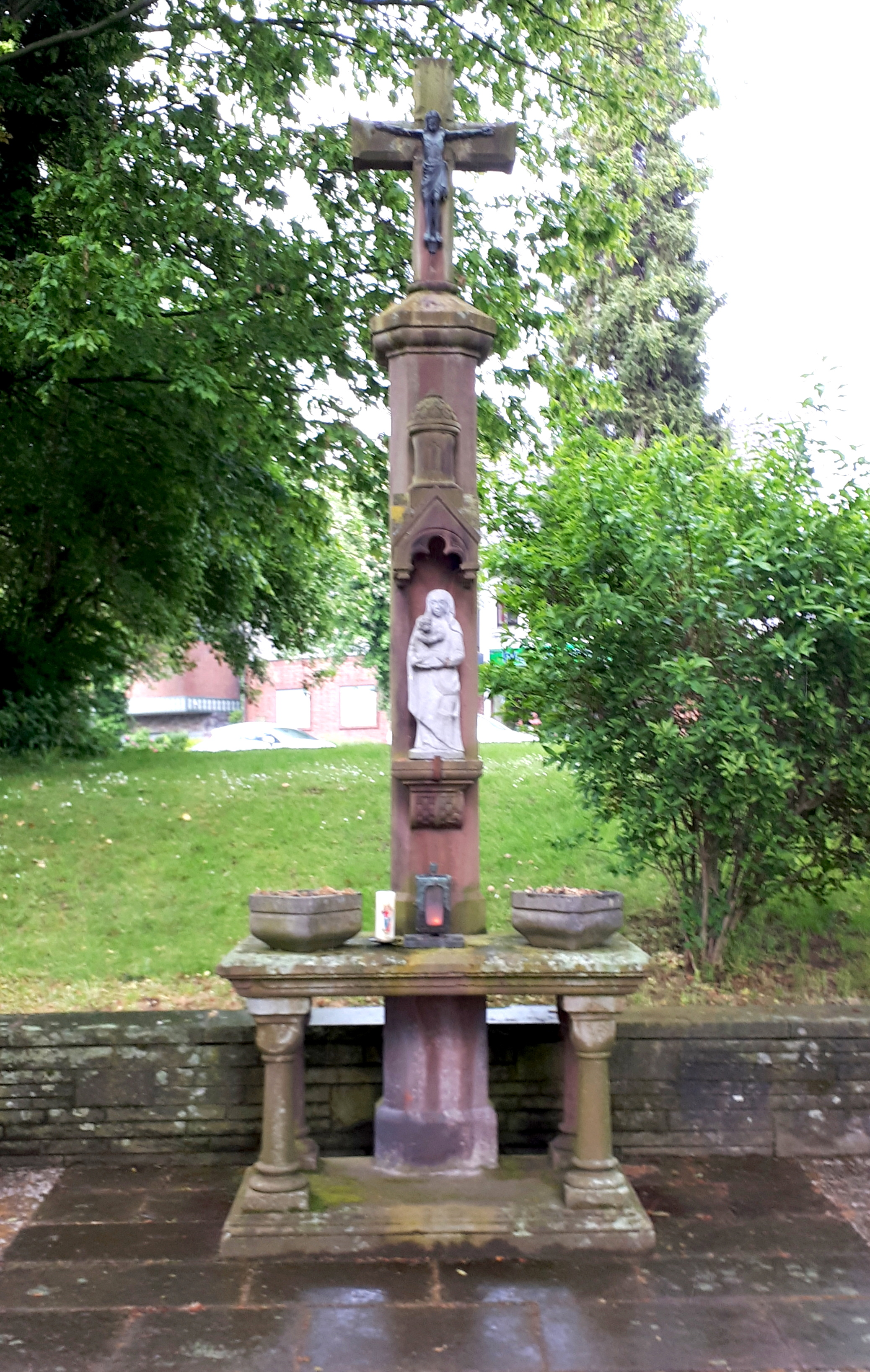
Steinkreuz Steinstraße

Das Steinkreuz Steinstraße ist ein Buntsandsteinkreuz im Aachener Stadtteil Eilendorf.

## Geschichte
Unterhalb der im Jahr 1834 erbauten Schule in der Steinstraße unter Bäumen stand vormals ein Holzkreuz. Am 2. April 1875 erklärte sich der Gemeinderat Eilendorf in einer Sitzung mit dem Antrag des Kirchenvorstandes einverstanden, neben der damaligen Knabenschule das heutige Kreuz aus Sandstein zu errichten und damit das Holzkreuz zu ersetzen. 
Während der NS-Zeit sollte der damals ansässige Steinmetz Adam Ortmanns im Auftrag der Machthaber das Kreuz für abbruchreif erklären. Jedoch fiel sein Gutachten so aus, dass ein Abbruch vor der Bevölkerung nicht zu verantworten gewesen wäre, und somit blieb das Kreuz erhalten. Die alte Knabenschule wurde im August 1967 abgebrochen. Heute steht das Kreuz im Bereich einer Grünanlage in der Steinstraße. 

## Aufbau
Als einziges Steinkreuz in Eilendorf ist das Kreuz in der Steinstraße aus rotem Eifel-Sandstein gefertigt. Der untere Teil besteht aus einer profilierten Sockelplatte und einer Altarplatte, die auf vier Säulen ruht, deren obere Enden mit einem Würfelkapitell abschließen. 
Das Kreuz selbst wurde aus einem einzigen Block gearbeitet, mit einer Figurennische für eine Marienfigur und einem Baldachin mit Türmchen. Es schließt mit einem Profilkranz ab, auf den das Kreuz mit einem Christuskorpus aus Metall aufgesetzt ist.